# Szkoła Podstawowa nr 46 im. Marii Dąbrowskiej w Poznaniu
Szkoła Podstawowa nr 46 im. Marii Dąbrowskiej w Poznaniu – szkoła podstawowa w Poznaniu na Osiedlu Warszawskim przy ul. Inowrocławskiej 19, położona na obszarze osiedla samorządowego Warszawskie-Pomet-Maltańskie.

## Historia
Budowa szkoły w tym miejscu wiązała się z dynamicznym rozwojem budownictwa mieszkaniowego w latach 30 XX wieku we wschodniej części miasta przy drodze w kierunku Warszawy. Brak placówki edukacyjnej w rejonie powodował, że dzieci chodziły do szkół na Głównej lub Śródce oddalonych o 3-4 km. Budowę nowej szkoły rozpoczęto w połowie lat 30 XX wieku. Uroczystego poświęcenia dokonano 22 listopada 1936 roku. Szkole pierwotnie nadano imię Marszałka Józefa Piłsudskiego. Działalność oświatową w nowym gmachu szkoły rozpoczęto w styczniu 1937 roku. Szkoła otrzymała numer 46. Pierwszym kierownikiem placówki został Tadeusz Maciejewski. W czasie II wojny światowej mienie szkoły zostało rozgrabione przez niemieckich okupantów, a budynek zamieniono na magazyn wojskowy. Po wkroczeniu wojsk radzieckich w 1945 budynek przejęli sowieci. 19 marca 1945 kierownikiem szkoły został Józef Kania, który przystąpił do nowej organizacji szkoły i odbudowy zniszczonych części gmachu. W kwietniu tego roku szkoła doraźnie otrzymała numer 26, by w czerwcu wrócić do dawnej nazwy i numeru. Przez kolejne lata szkoła rozwijała stan wyposażenia oraz doskonaliła kadrę pedagogiczną. 19 maja 1971 roku decyzją władz komunistycznych zmieniono nazwę szkoły i nadano jej nowego patrona w osobie Marii Dąbrowskiej. Trzy lata później szkoła otrzymała sztandar. W roku szkolnym 1977/1978 oddano do użytku nowe skrzydło budynku. W 1990 roku na skutek upadku żelaznej kurtyny placówka nawiązała współpracę międzynarodową z jedną ze szkół w Holandii. W późniejszych latach nawiązano kontakt ze szkołami z Białorusi i Niemczech. W latach 2005–2008 w ramach programu Socrates Comenius szkoła nawiązała kontakt z placówkami oświatowymi w Grecji, Hiszpanii i we Włoszech. W międzyczasie szkoła została wzbogacona o nową salę audiowizualną oraz boisko ze sztuczną nawierzchnią. Dokonano też generalnego remontu sali gimnastycznej oraz otwarto siłownię.
Szkołą od początku istnienia współpracuje ze Związkiem Harcerstwa Polskiego.
W 1999 roku na budynku szkoły umieszczono tablicę upamiętniającą inicjatorów powstania Osiedla Warszawskiego w Poznaniu: Wojciecha Sobczaka i Seweryna Samulskiego.

## Działalność oświatowa
W roku szkolnym 2014/2015 szkoła posiadała 16 oddziałów na siedmiu poziomach (w tym dwa oddziały przedszkolne tzw. "zerówki"). Wciąż rozwijana jest współpraca międzynarodowa.

## Rada Osiedla
W szkole mieści się siedziba Rady Osiedla Warszawskie-Pomet-Maltańskie.